# Taubenturm Château de Lesquiffiou

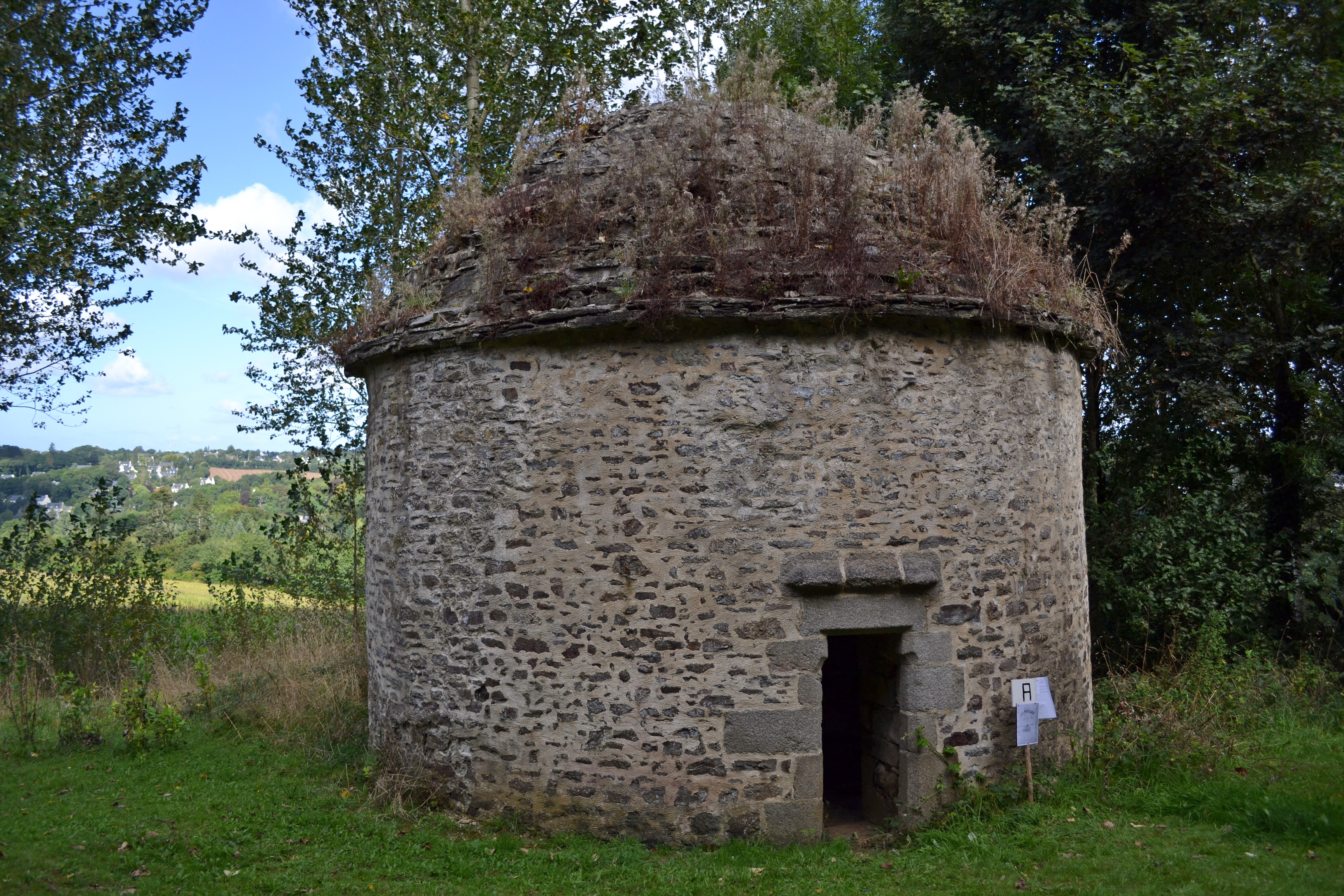
Taubenturm in Pleyber-Christ

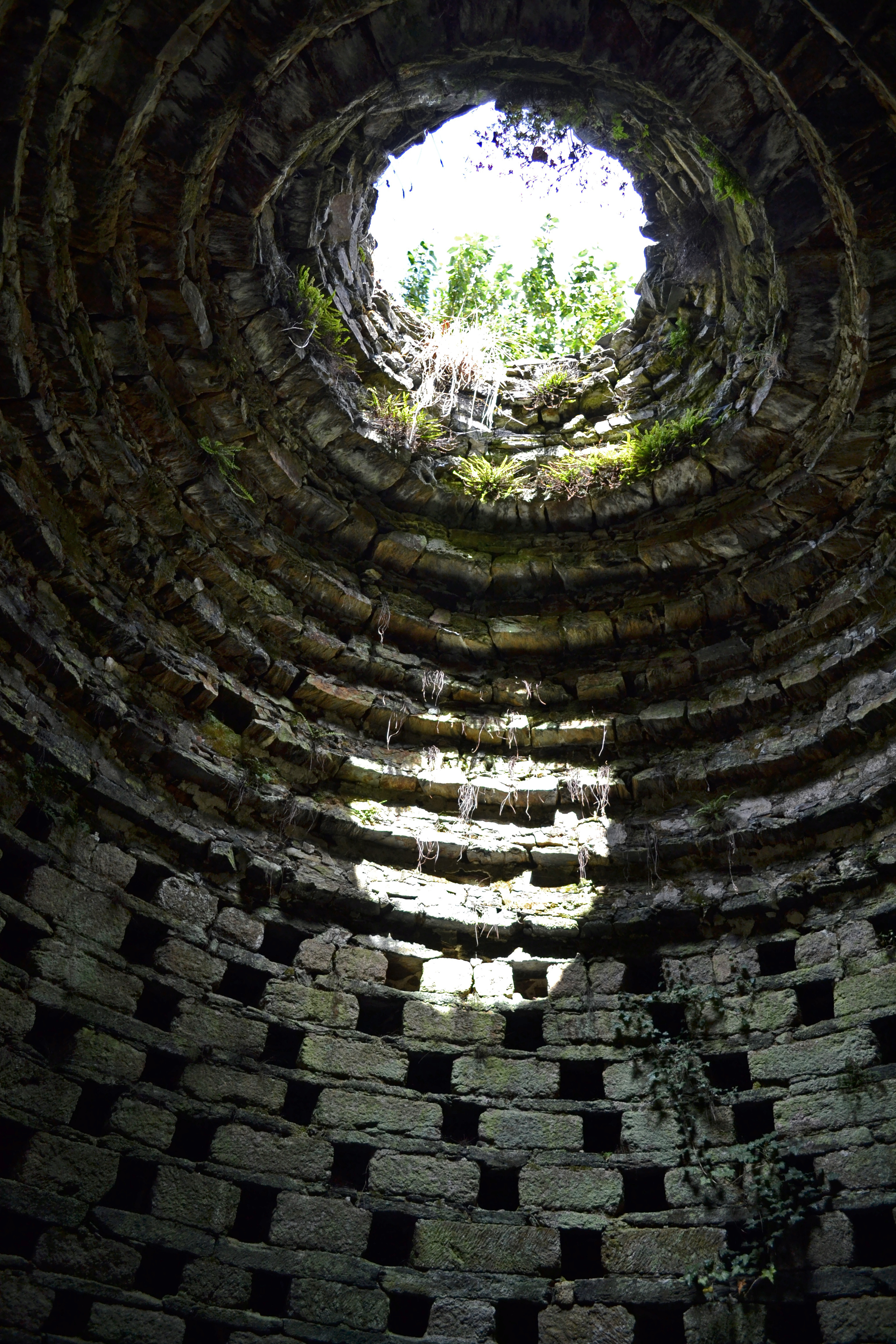
Innenansicht mit Taubennestern

Der Taubenturm (französisch colombier oder pigeonnier) des Château de Lesquiffiou in Pleyber-Christ, einer französischen Gemeinde im Département Finistère in der Region Bretagne, wurde im 17. Jahrhundert errichtet. Der Taubenturm steht als Teil der Schlossanlage seit 1992 als Monument historique auf der Liste der Baudenkmäler in Frankreich.
Der runde Turm aus Bruchsteinmauerwerk wird von einem Steindach bedeckt.